# Talang Anau
Talang Anau is een bestuurslaag in het regentschap Lima Puluh Kota van de provincie West-Sumatra, Indonesië. Talang Anau telt 1838 inwoners (volkstelling 2010).